# Yongeichthys criniger
Yongeichthys criniger är en fiskart som först beskrevs av Valenciennes, 1837.  Yongeichthys criniger ingår i släktet Yongeichthys och familjen smörbultsfiskar. Inga underarter finns listade i Catalogue of Life.